# Jen Selter
Jennifer "Jen" Selter (Long Island, 8 de agosto de 1993) é uma modelo de fitness e fisiculturista dos Estados Unidos.

## Carreira
Jen Selter já apareceu nas revistas.  Elle, FHM, Muscle & Fitness, Vanity Fair e Maxim.
Visitou o Brasil em 2011, onde conheceu a casa das brasileirinhas.

### Televisão
- 2014 - Access Hollywood[6]
- 2014 - The View[7]